# Ordnungspartnerschaft
Eine Ordnungs- oder Sicherheitspartnerschaft ist eine Form der kriminalpräventiven Zusammenarbeit. Sie trägt dem gesamtgesellschaftlichen Ansatz bei der Lösung kommunaler Kriminalitätserscheinungen Rechnung.

## Begriffserklärung
Ordnungspartnerschaften gibt es heute unter anderem zwischen den Polizeibehörden, Ordnungsbehörden, Schulen, Universitäten und dem öffentlichen Personennahverkehr.  Die Partnerschaft ist ein Verbund, in dem sich Polizei, Verwaltungen, Institutionen und Einrichtungen mit Aufgaben im Komplex der öffentlichen Sicherheit und Ordnung zusammengetan haben. Die Mitwirkenden können ihre Ressourcen durch mehr Kooperation, Kommunikation und Koordination besser bündeln. Ziel der Ordnungspartnerschaft ist es, ein Netzwerk für mehr Sicherheit zu schaffen. Das Netzwerk erarbeitet Konzepte zur Verbesserung der objektiven Sicherheitslage. Jeder Mitwirkende arbeitet innerhalb der Partnerschaft im Rahmen seiner Zuständigkeit.

## Landespreis für Innere Sicherheit NRW
Mit dem Landespreis für Innere Sicherheit werden vorbildliche Ordnungspartnerschaften in Nordrhein-Westfalen ausgezeichnet. Der Preis wird seit 2003 jährlich vom Innenministerium NRW vergeben.